# フジヤマミュージアム
フジヤマミュージアムは、山梨県富士吉田市新西原にある美術館。公益財団法人堀内浩庵会が富士急行と共同で運営している。富士山をとりあつかった絵画をはじめとする美術品のコレクションは日本最大級。富士急ハイランドに隣接し、同遊園地公式ホテルであるハイランドリゾートホテル&スパやリサとガスパールタウンからもアクセス可能となっている。設計は、建築家の大江匡。

## 沿革・コレクション
富士急ハイランドで知られる富士急行の創立75周年を記念して、創業家が約40年にわたって収集した富士山にまつわる美術品を展示するため、2003年7月に開館した。オープニングセレモニーには、自身の絵が展示されている縁から八代亜紀や奥田瑛二がテープカットを行った。
同館のコレクションは、近現代の日本絵画を中心としており、横山大観、竹内栖鳳、小林古径などの大正から昭和期の日本画家をはじめ、黒田清輝、片岡球子、吉田博、草間彌生や千住博などの作品も擁し、現在のコレクション数は約300点。また、片岡鶴太郎や八代亜紀、長嶋茂雄と絹谷幸二の合作など、著名人による富士山の絵も展示されている。
雪をかぶった逆さ富士を元にデザインされた外観や、長いスロープ状の回廊に展示された絵画を、少しずつ登りながら鑑賞する設計など施設自体に特徴がみられる。開放的なアトリウムは、紫外線をカットするガラスを用いることで実現し、挙式に利用されることも多い。
同館の顧問を務める美術評論家の阿部信雄によると、同館には展示に際して「原則として一作家／一作品で展覧会を構成すること」、収集に関しては「富士山をメインモチーフとする作品のみを所蔵」するという不変のポリシーがあるという。同氏は、これにより「春夏秋冬、季節に従って組み立てられた企画において、時代によって、あるいは作家の個性によって、同じ富士山を描いても、どれほど様々なヴァリエーションが表れるか、つぶさに「観察」することが出来る」としている。
年に数回の展示替えを行う他、絵画の購入も進めており年々コレクションは拡充されている。
館内では定期的に、粘土を使ったカトラリーづくりや、アートサロン、学芸員と回る美術館ツアーなどの企画も行われている。

## 主な収蔵作品
- 横山大観『蓬莱神山』[8]『三保乃富士』[9]『不二霊峰』
- 竹内栖鳳『富嶽』[10]
- 小林古径『不二』[11]
- 黒田清輝『富士』
- 片岡球子『めで多き富士』『壽山富士』[12]
- 吉田博『富士拾景』内6点
- 草間彌生『富士』[13]『七色の富士（コバルトブルー）』
- 千住博『流星』[14]
- 絹谷浩二・長嶋茂雄『新世紀生命富士』
- 林武『赤富士』『富士』
- 安田靫彦『曙富士』
- 梅原龍三郎『富士山三津波』
- 藤田嗣治『富士の見える街』
- 東山魁夷『朝爽』
- 小倉遊亀『霽れゆく』
- 奥村土牛『富士』
- 牛島憲之『赤い富士』『新月富士』
- 加山又造『富岳』
- 前田青邨『富士』[15]
- 伊東深水『三保の松』
- 葛飾北斎『富嶽三十六景』山下白雨[16]、遠江山中 ほか
- 歌川広重『富士三十六景』東都御茶の水[17]、東都墨田堤 ほか
- タナカカツキ『赤富士ロウリュ』

## 交通概要
- ＜車＞・中央自動車道　河口湖I.Cに隣接。新宿から約80分 ・東名高速道路　御殿場I.Cから東富士五湖道路経由、富士吉田I.Cを降りて約5分
- ＜高速バス＞・新宿から約100分 ・東京駅から約160分
- ＜電車＞・ＪR中央線大月駅で富士急行線に乗り換え、富士山駅下車。

## 建築概要
- 竣工 - 2003年4月
- 設計 - 大江匡（プランテック総合計画事務所）
- 施工 - 鹿島建設、新菱冷熱工業ほか
- 敷地面積 - 289,760m2
- 建築面積 - 1,831.33m2